# Sir Lord Baltimore
A Sir Lord Baltimore amerikai rockegyüttes volt.

## Története
1968-ban alakultak Brooklynban. John Garner, Louis Dambra és Gary Justin alapították. Alapításuk idején Dambra egy Koala nevű formációban is játszott. Ezután felfogadták Mike Appel dobost és felvették a Sir Lord Baltimore nevet. A nevet a Butch Cassidy és a Sundance kölyök című film egyik karakteréről kapták. Első nagylemezük 1970-ben jelent meg, Kingdom Come címmel. Az album hatására többen az első heavy metal és stoner rock együttesnek tartják őket. Második albumukat 1971-ben adták ki. 1976-ban a zenekar feloszlott. Albumaikat a Mercury Records jelentette meg. 2006-tól 2015-ig az együttes újból összeállt és megjelentették harmadik albumukat. John Garner 2015-ben májbetegség következtében elhunyt, így a Sir Lord Baltimore története végleg lezárult. 63 éves volt.

## Tagok
- John Garner – ének, dob (1968–1976, 2006–2015, 2015-ben elhunyt)
- Louis Dambra – gitár (1968–1976, 2006–2007)
- Gary Justin – basszusgitár (1968–1976)
- Joey Dambra – gitár (1970–1972)
- Tony Franklin – basszusgitár (2006–2007)
- Jamie Stark – gitár (2007–2008)

## Diszkográfia
- Kingdom Come (1970)
- Sir Lord Baltimore (1971)
- Kingdom Come/Sir Lord Baltimore (válogatáslemez, 1994)
- Sir Lord Baltimore III Raw (2006)